# Ariamsvlei
Ariamsvlei ist eine Siedlung in der Region ǁKaras im Süden Namibias und namibischer Grenzübergang in das östlich gelegene Südafrika. Ariamsvlei liegt rund 16 Kilometer westlich der Grenze – die nächstgelegene Ortschaft auf südafrikanischer Seite ist Nakop, weshalb der Grenzübergang auch Ariamsvlei-Nakop genannt wird. Der Grenzübergang ist ein Straßenübergang von der Nationalstraße B3 zur südafrikanischen Nationalstraße N10 und neben Noordoewer der bedeutendste Übergang nach Südafrika. Er ist 24 Stunden geöffnet.
Ariamsvlei liegt rund 80 Kilometer nördlich des Oranjeflusses im Wahlkreis Karasburg.

## Anmerkung
1. ↑  Anmerkung: Dieser Artikel enthält Schriftzeichen aus dem Alphabet der im südlichen Afrika gesprochenen Khoisansprachen. Die Darstellung enthält Zeichen der Klicklautbuchstaben ǀ, ǁ, ǂ und ǃ. Nähere Informationen zur Aussprache langer oder nasaler Vokale oder bestimmter Klicklaute finden sich z. B. unter Khoekhoegowab.